# NYカンタービレ
『NYカンタービレ』（英：Puccini for Beginners）は、2006年に製作されたアメリカ映画。
監督は、マリア・マジェンティ。『2ガールズ』に続く長編第2作目。
2007年(第16回)東京国際レズビアン&ゲイ映画祭(7月15日) にて日本初上映。

## キャスト
- アレグラ：エリザベス・リーサー
- グレース：グレッチェン・モル
- フィリップ：ジャスティン・カーク
- サマンサ：ジュリアンヌ・ニコルソン
- ケン・ バーネット
- ネル：ティナ・ベンコ
- 高野芳郎